# Canthium moluccanum
Canthium moluccanum är en måreväxtart som beskrevs av William Roxburgh. Canthium moluccanum ingår i släktet Canthium och familjen måreväxter.
Artens utbredningsområde är Moluckerna. Inga underarter finns listade i Catalogue of Life.